# Церковь Рождества Богородицы (Каргополь)
Це́рковь Рождества́ Богоро́дицы — пятиглавая православная белокаменная церковь в городе Каргополь Архангельской области.

## История
Церковь начала строиться в 1678 году на Старой торговой площади тщанием купца Стефана Пометяева. По первоначальному проекту она должна была иметь один боковой придел, но брат Стефана Пометяева Андрей настоял на устройстве двух приделов. Южный придел был освящён в честь святых Климента, папы Римского и архидиакона Лаврентия, северный  — в честь Андрея Стратилата и архидиакона Стефана. Завершилось строительство в 1682 году. Колокольня, возведённая в 1844 году, очень органично вписана в общий силуэт постройки.
Единственный во всем Каргополье (на территории 2-х современных районов — Каргопольского и Няндомского) действовавший в советское время приход. Почти не закрывался, то есть сохранил внутреннее убранство и непрерывность традиций. Сейчас действующий православный храм.

## Архитектура и убранство
Крещатая в плане, бесстолпная церковь вытянута с востока на запад. Высокий четверик завершен маковками на узорных тонких барабанах (узорные золоченые кресты — новодел, противоречащий художественным традициям Каргополя). Со всех сторон примкнули к ней разновеликие пристройки — приделы, апсиды, трапезная и выстроенная в 1844 году колокольня.
Окна размещены не рядами, а словно взбегают наискось от нижнего к верхнему углу — с северной стороны и спускаются сверху вниз — с южной. Каждый из белокаменных, причудливо вырезанных наличников неповторим.

## Духовенство
Настоятель прихода — протоиерей Борис (Коробейник).